# Hanthanamane, Alur
Hanthanamane là một làng thuộc tehsil Alur, huyện Hassan, bang Karnataka, Ấn Độ.